# Museo de Arte Contemporáneo (Tánger)
La Galería de Arte Contemporáneo Mohamed Drissi, anteriormente Museo del Arte Contemporáneo, es un museo en Tánger, Marruecos, ubicado en el edificio del antiguo consulado británico cerca de la Iglesia de San Andrés. El museo se centra especialmente en las pinturas contemporáneas y presenta obras de arte de artistas como Chrabia Tallal, Fatima Hassan, Mohammed Kacimi, Abdelkebir Rabia, Fouad Belamine y muchos otros.
El museo abrió sus puertas en 1986. Después de una remodelación en 2006, el museo cambió su nombre y se volvió a abrir el 12 de abril de 2007 con su nombre actual. Muestra principalmente exposiciones itinerantes.